# Womedy
Womedy war ein Berliner Frauen-Comedy-Trio (WomenComedy), das 1996 gegründet wurde und bis 2009 bestand. Womedy hatte folgende Mitwirkende: Annette Berr (* 1962), Mai Horlemann (* 1968), Annette Kruhl, Natascha Petz (* 1970), Lynne Ann Williams (* 1965) sowie den Pianisten Hanno Siepmann. Womedy hatte als Entertainment-Ensemble in Berlin Kultcharakter. Mit ihrer Chanson-Comedy-Kabarett-Show machten sie sich frech und frei ihren eigenen Reim auf "Frauenpower".
Gegründet hatte sich Womedy in Berlin mit dem Programm „Über Samenspender und andere R-Güsse“. Ein Jahr später wurde der lange Titel zum Programmnamen und sie selbst nannten sich „Musenwunder“. „Über Samenspender und andere Ergüsse“ wurde langjährig und bis zur vierten Fortsetzung aufgeführt. Ab 2002 war die Berliner Gruppe bei der Hamburger Künstleragentur ursart und trat bundesweit unter dem Namen „Womedy“ auf.
Ihre Heimatbühne war die ufaFabrik in Berlin, wo sie seit ihrer Gründung probte und immer wieder auftrat.

## Programme
- 1996: Über Samenspender und andere R-Güsse
- 1998: Musenwunder: Über Samenspender und andere Ergüsse, Teil 2
- 2001: Musenwunder: Neues von den Samenspendern
- 2002: Womedy: Über Samenspender und andere Ergüsse
- 2004: Womedy: Über Samenspender und andere Ergüsse - deluxe
- 2005: Womedy: Schlaflos in fremden Betten